# Пеньковский Ёган
Пеньковский Ёган — река в Ханты-Мансийском автономном округе России. Устье реки находится в 5 км от устья по правому берегу Пеньковской протоки, впадающей в Обь в 1546 км от устья. Длина реки составляет 24 км.

## Данные водного реестра
По данным государственного водного реестра России относится к Верхнеобскому бассейновому округу, водохозяйственный участок реки — Обь от впадения реки Вах до города Нефтеюганск, речной подбассейн реки — Обь ниже Ваха до впадения Иртыша. Речной бассейн реки — (Верхняя) Обь до впадения Иртыша.
Код объекта в государственном водном реестре — 13011100112115200042044.